# Domani si balla!
Domani si balla! è un film del 1982 diretto da Maurizio Nichetti.
È l'ultimo film di Paolo Stoppa, che morirà sei anni dopo le riprese.

## Trama
Maurizio e Mariangela sono rispettivamente un giornalista e un'operatrice televisiva del canale privato, sempre sull'orlo del fallimento, Onda 33, e sono vessati sistematicamente dal dispotico direttore di rete. Vengono inviati a registrare un servizio nella casa di riposo "Lazzi e strapazzi", per gente di spettacolo. 
Intanto, le comunicazioni dell'aereo del canale concorrente Etere TV vengono disturbate dal segnale di un'astronave extraterrestre nella quale degli alieni dall'apparenza di gnomi ballano senza sosta su una musica dal motivo trascinante. Il pilota e il giornalista a bordo dell'aereo, vedendo il segnale, sono preda di una crisi d'ilarità e si mettono a ballare anch'essi. Ciò fa sì che l'aereo precipiti proprio in prossimità dell'ospizio dove sono stati inviati Maurizio e Mariangela. I due tentano di fare lo scoop, ma il loro sforzo viene vanificato dall'aggrovigliamento del nastro della cinepresa. Giunge anche il personale dell'Etere TV che estrae dall'aereo i due superstiti, che continuano a ballare senza fermarsi. In attesa di capire qualcosa sulle loro condizioni, e per tentare di tenere segreto l'incidente, il medico dell'Etere TV li fa sedare e trasportare alla sede del canale. Un anziano ospite della casa di riposo, entrato nel relitto dell'aereo, vede la trasmissione degli alieni e cade preda della stessa crisi, che viene ripresa da Mariangela.
Al risveglio, il conduttore e il pilota dell'Etere TV ricominciano a ballare e per ordine dei dirigenti vengono messi in uno studio da tenere chiuso. Alla sede di Onda 33 Maurizio e Mariangela, redarguiti per essersi fatti scappare lo scoop, vengono puniti venendo costretti l'uno a montare ore e ore di filmati e l'altra ad andare in onda ripetendo l'ora esatta per tutta la notte. Mentre Mariangela si addormenta dopo pochi minuti, Maurizio riguarda il filmato del vecchio che balla e gli viene voglia di ripeterne i passi di danza.
Alla mattina, quando il direttore torna in sede, dice a Maurizio e a Mariangela che ha intenzione di licenziarli; Maurizio allora gli risponde per le rime, guadagnandosi così l'ammirazione della sua collega, che lo invita a cena per la sera stessa affinché dia ai suoi genitori la notizia dell'avvenuto licenziamento. 
I genitori di Mariangela sono due anziani fissati uno con la paura dei ladri, l'altra con l'igiene e la paura che in caso di una nuova guerra ci sia penuria di zucchero; sono inoltre in lite con i vicini di condominio perché i rumori attraversano il muro che separa i due appartamenti. Quando Mariangela accende il televisore, i cui segnali sono ancora disturbati dagli alieni, ella e Maurizio si mettono a ballare, suscitando le proteste dei vicini e la riprovazione dei genitori di lei. Maurizio viene messo alla porta; Mariangela trova allora il coraggio di affrontare i suoi genitori e dire che non approva il loro modo di vivere e che intende uscire di casa.
Maurizio se ne va in taxi e viene poi raggiunto da Mariangela; insieme tornano all'ospizio e trovano che il vecchio è morto dopo aver ballato in continuazione per due giorni ed essere caduto dalle scale sui trampoli. I due si rendono conto che il ballo liberatorio ha l'effetto di togliere le paure, così decidono di presentarsi per un posto di lavoro all'Etere TV. Quando una dirigente si accorge che erano presenti sul luogo dello schianto del loro aereo, decide di assumerli per tenerli sotto controlli, destinandoli a mansioni umili come portare il caffè o pulire gli studi. Nonostante sia stato loro espressamente vietato, entrano nello studio 3, trovando i due uomini che vi sono stati rinchiusi: li vedono alzarsi dal letto e mettersi a ballare, così si uniscono a loro. Il medico di Etere TV crede allora che a provocare il ballo sia una malattia sconosciuta e contagiosa. Maurizio e Mariangela tentano di scappare, ma vengono chiusi a chiave in un locale di servizio; la donna allora ha l'idea di uscire attraverso un condotto dell'aria condizionata. 
Intanto Etere TV manda in onda un'edizione straordinaria del suo notiziario in cui invita i telespettatori in ascolto a tenere acceso il televisore ma a non guardarlo perché sarebbe stata scoperta la pericolosità delle interferenze.
L'effetto della ripetizione del segnale di Etere TV da centinaia di migliaia di televisori ha sugli alieni dell'astronave, che non comunicano con le parole l'effetto di un bombardamento. Per salvarsi, chiudono il canale di comunicazione con la Terra, provocando così la cessazione delle interferenze. Maurizio e Mariangela, usciti dal palazzo di Etere TV, si abbracciano sopra un cumulo di rifiuti e riprendono il loro ballo.
In una sala cinematografica, gli spettatori che hanno appena visto il film si mettono a picchiare le mani a tempo e guadagnano l'uscita danzando.

## Luoghi del film
Le scene nel palazzo di Etere TV sono state girate a Pieve Emanuele ed in particolare nel palazzo del comune.

## Distribuzione

### Edizioni home video
Il film è stato distribuito per la prima volta in home video nel dicembre 2018, in un'edizione DVD realizzata da Penny Video e Centro Studi Cinematografici.